# 발로란트 챔피언스 투어 챌린저스
발로란트 챔피언스 투어 챌린저스(VALORANT Champions Tour Challengers)는 라이엇 게임즈에서 주최 및 주관하는 발로란트 챔피언스 투어의 지역 리그이다.

## 서킷 포인트
서킷 포인트는 발로란트 챔피언스 참가 팀 선발을 위한 제도다. 챌린저스 1, 2는 지역 대회이고, 마스터스 1, 2는 국제 대회이다.
| 순위   | 챌린저스 1    | 마스터스 1 | 챌린저스 2    | 마스터스 2 |
| ------ | ------------- | ---------- | ------------- | ---------- |
| 우승   | 마스터스 진출 | 750        | 마스터스 진출 | 1000       |
| 준우승 | 55            | 500        | 75            | 750        |
| 3위    | 50            | 400        | 65            | 500        |
| 4위    | 45            | 300        | 55            | 400        |
| 5위    | 40            | 250        | 45            | 300        |
| 6위    | 35            | 250        | 40            | 300        |
| 7위    | 30            | 200        | 35            | 250        |
| 8위    | 25            | 200        | 30            | 250        |
| 9위    | 20            | 150        | 25            | 200        |
| 10위   | 15            | 150        | 20            | 200        |
| 11위   | 10            | 125        | 15            | 150        |
| 12위   | 5             | 125        | 10            | 150        |

## 진행 방식

### 2023년
2023년을 기점으로 챌린저스가 21개로 새롭게 편성된다. 각 지역의 챌린저스는 3개의 권역(아메리카, EMEA, 태평양) 중 한 곳에 속하게 된다.
각 지역의 챌린저스는 1월에서 5월 중으로 총 2번의 챌린저스 스플릿(지역 단위)을 진행한다.
챌린저스 스플릿에서 우수한 성과를 거둔 팀은 7월에 진행되는 챌린저스 어센션(권역 단위)에 진출하여 국제 리그 승격을 위해 맞붙는다. 챌린저스 어센션 우승팀은 국제 리그로 승격 및 이동하여 2년 간 해당 권역의 국제 대회에 출전할 자격을 획득한다. 2년 이후에는 소속 지역의 챌린저스로 복귀한다.

## 지역 목록
| 권역                | 지역                                    | 챌린저스                                |
| ------------------- | --------------------------------------- | --------------------------------------- |
| 아메리카 (AMERICAS) | 북미                                    | 발로란트 챌린저스 북아메리카            |
| 아메리카 (AMERICAS) | 남미 북부                               | 발로란트 챌린저스 남아메리카 남부       |
| 아메리카 (AMERICAS) | 브라질                                  | 발로란트 챌린저스 브라질                |
| 아메리카 (AMERICAS) | 남미 남부                               | 발로란트 챌린저스 남아메리카 남부       |
| EMEA (EMEA)         | 북유럽                                  | 발로란트 챌린저스 북유럽                |
| EMEA (EMEA)         | 남유럽 (스페인, 이탈리아, 포르투갈)     | 발로란트 챌린저스 남유럽                |
| EMEA (EMEA)         | 프랑스                                  | 발로란트 챌린저스 프랑스 & 베네룩스     |
| EMEA (EMEA)         | 베네룩스 (벨기에, 네덜란드, 룩셈부르크) | 발로란트 챌린저스 프랑스 & 베네룩스     |
| EMEA (EMEA)         | 다흐 (독일, 오스트리아, 스위스)         | 발로란트 챌린저스 다흐                  |
| EMEA (EMEA)         | 튀르키예                                | 발로란트 챌린저스 튀르키예              |
| EMEA (EMEA)         | 동유럽                                  | 발로란트 챌린저스 동유럽                |
| EMEA (EMEA)         | 중동                                    | 발로란트 챌린저스 MENA                  |
| EMEA (EMEA)         | 북아프리카                              | 발로란트 챌린저스 MENA                  |
| 태평양 (PACIFIC)    | 남아시아                                | 발로란트 챌린저스 남아시아              |
| 태평양 (PACIFIC)    | 인도                                    | 발로란트 챌린저스 남아시아              |
| 태평양 (PACIFIC)    | 태국                                    | 발로란트 챌린저스 타일랜드              |
| 태평양 (PACIFIC)    | 베트남                                  | 발로란트 챌린저스 베트남                |
| 태평양 (PACIFIC)    | 말레이시아                              | 발로란트 챌린저스 말레이시아 & 싱가포르 |
| 태평양 (PACIFIC)    | 싱가포르                                | 발로란트 챌린저스 말레이시아 & 싱가포르 |
| 태평양 (PACIFIC)    | 한국                                    | 발로란트 챌린저스 코리아                |
| 태평양 (PACIFIC)    | 일본                                    | 발로란트 챌린저스 재팬                  |
| 태평양 (PACIFIC)    | 대만                                    | 발로란트 챌린저스 홍콩 & 타이완         |
| 태평양 (PACIFIC)    | 홍콩                                    | 발로란트 챌린저스 홍콩 & 타이완         |
| 태평양 (PACIFIC)    | 필리핀                                  | 발로란트 챌린저스 필리핀                |
| 태평양 (PACIFIC)    | 인도네시아                              | 발로란트 챌린저스 인도네시아            |
| 태평양 (PACIFIC)    | 오세아니아                              | 발로란트 챌린저스 오세아니아            |

## 같이 보기
- 발로란트 챔피언스 투어 마스터스
- 발로란트 챔피언스